# Colonia Benítez
Colonia Benítez är en ort i Argentina.   Den ligger i provinsen Chaco, i den nordöstra delen av landet, 800 km norr om huvudstaden Buenos Aires. Colonia Benítez ligger 54 meter över havet och antalet invånare är 3 584.
Terrängen runt Colonia Benítez är mycket platt. Runt Colonia Benítez är det mycket glesbefolkat, med 7 invånare per kvadratkilometer.. Närmaste större samhälle är Resistencia, 14,9 km söder om Colonia Benítez.
I omgivningarna runt Colonia Benítez växer huvudsakligen savannskog.